# Cynanchum papillatum
Cynanchum papillatum är en oleanderväxtart som beskrevs av Choux. Cynanchum papillatum ingår i släktet Cynanchum och familjen oleanderväxter. Inga underarter finns listade i Catalogue of Life.